# 束怀瑞
束怀瑞（1929年9月26日—），山东淄博人，中国果树学专家，山东农业大学教授、博士生导师，中国园艺学会常务理事。1950年毕业于山东农学院。2001年当选为中国工程院院士。

## 履历
1947年-1950年，山东农学院园艺专业毕业，获得学士学位；
1950年-1956年，担任山东农学院助教；
1956年-1978年，担任山东农学院副系主任；
1978年-1987年，担任山东农学院副系主任；
1984年-1990年，担任山东农业大学教务处处长。
2001年，当选为中国工程院农业学部院士。
2008年1月，担任国家苹果工程技术研究中心主任。

## 贡献
束怀瑞自1954年开始研究苹果果树，多年研究积累了丰富的经验，提出的各项理论指导果树在节水节肥的基础上，平均产量由每亩129公斤提高到每亩1010公斤，是全国平均产量的2.6倍，创效益56亿元。2007年，在束怀瑞等多个研究团队的基础上组建了作物生物学国家重点实验室。